# La colt è la mia legge
La colt è la mia legge (em português: O colt é a minha lei) é uma produção cinematográfica ítalo-espanhola do subgênero Western spaghetti de 1966, dirigida por Alfonso Brescia (creditado como Al Bradly).

## Sinopse
Western europeu. San Felipe, tranquila cidade do Oeste, próxima à fronteira mexicana, vê-se subitamente tumultuada por uma série de assaltos às diligências que trazem ouro para a construção de uma ferrovia. Os bandoleiros se impõem até frente à guarda federal e somente a astúcia de George (de la Riva), sobrinho do fazendeiro O'Brien (Longo), permite que o ouro chegue a seu destino.

## Elenco
- Ángel del Pozo - George Benson (como Anthony Clark)
- Luciana Gilli - Lisa Obrien (como Judy Gilly)
- Miguel de la Riva - Ringo aka Peter Webb (como Michael Martin)
- Pietro Tordi - Doutor (como Dan Silver)
- Aldo Cecconi - Xerife (como Jim Clay)
- Germano Longo - Mark (como Grant Laramy)
- Rafael Alcántara - O'Brien